# Ekaterina Aleksandrovna Kurakina
Principessa Ekaterina Aleksandrovna Kurakina, in russo Екатерина Александровна Куракина? (3 settembre 1735 – 7 novembre 1802), è stata una nobildonna russa.

## Biografia
Era la quartogenita di Aleksandr Borisovič Kurakin (1697-1743), e di sua moglie, Aleksandra Ivanovna Panina (1711-1786). Ricevette un'eccellente educazione.
In seguito venne presentata a corte, dove ha subito vinto il titolo della più bella di corte.

## Matrimonio
Nel 1752 sposò il principe Ivan Ivanovič Lobanov-Rostov (1731-1791), capitano delle guardie a cavallo. Ebbero sette figli:
- Marija Ivanovna (1753-1814);
- Aleksandr Ivanovič (1754-1830);
- Ivan Ivanovič (1755-1756);
- Nikita Ivanovič (1757-1758);
- Dmitrij Ivanovič (1758-1838);
- Jakov Ivanovič (1760-1831);
- Praskov'ja Ivanovna (1761-1782), sposò Luk'jan Ivanovič Talyzin.

Poco dopo il matrimonio, Ekaterina, a causa della sua salute, si ritirò dalla corte.
Nella società, c'erano voci che sostenevano che il marito non era in grado di avere figli, ma che i figli che nacquero erano in realtà i figli di uno dei suoi furieri. Solamente nel XXI secolo, quando il suo discendente Nikita Dmitrievič fece il test del DNA, confermò la sua origine, in linea maschile diretta, da Vladimir Monomach.

## Morte
Morì il 7 novembre 1802 e fu sepolta accanto a suo marito nel Monastero Novospasskij a Mosca.